# Метасистема
Метасистемою — ширша система, в яку входить досліджувана система як складова частина. Між елементами довільної системи та між різними системами існують зв’язки, за допомогою яких вони взаємодіють між собою.
Системи функціонують у певному зовнішньому середовищі. Зовнішнє середовище — це все те, що знаходиться зовні системи, включаючи необхідні умови для існування та розвитку системи. Взаємодія між системою та зовнішнім середовищем здійснюється за допомогою входів та виходів. 